# مارتین هوتکوپر
مارتین هوتکوپر (هلندی: Martien Houtkooper; ۲۷ اکتبر ۱۸۹۱ – ۱۶ آوریل ۱۹۶۱) بازیکن فوتبال اهل هلند بود.
وی همچنین در تیم ملی فوتبال هلند بازی کرده‌است.